# Franziskus von Paula Schönborn

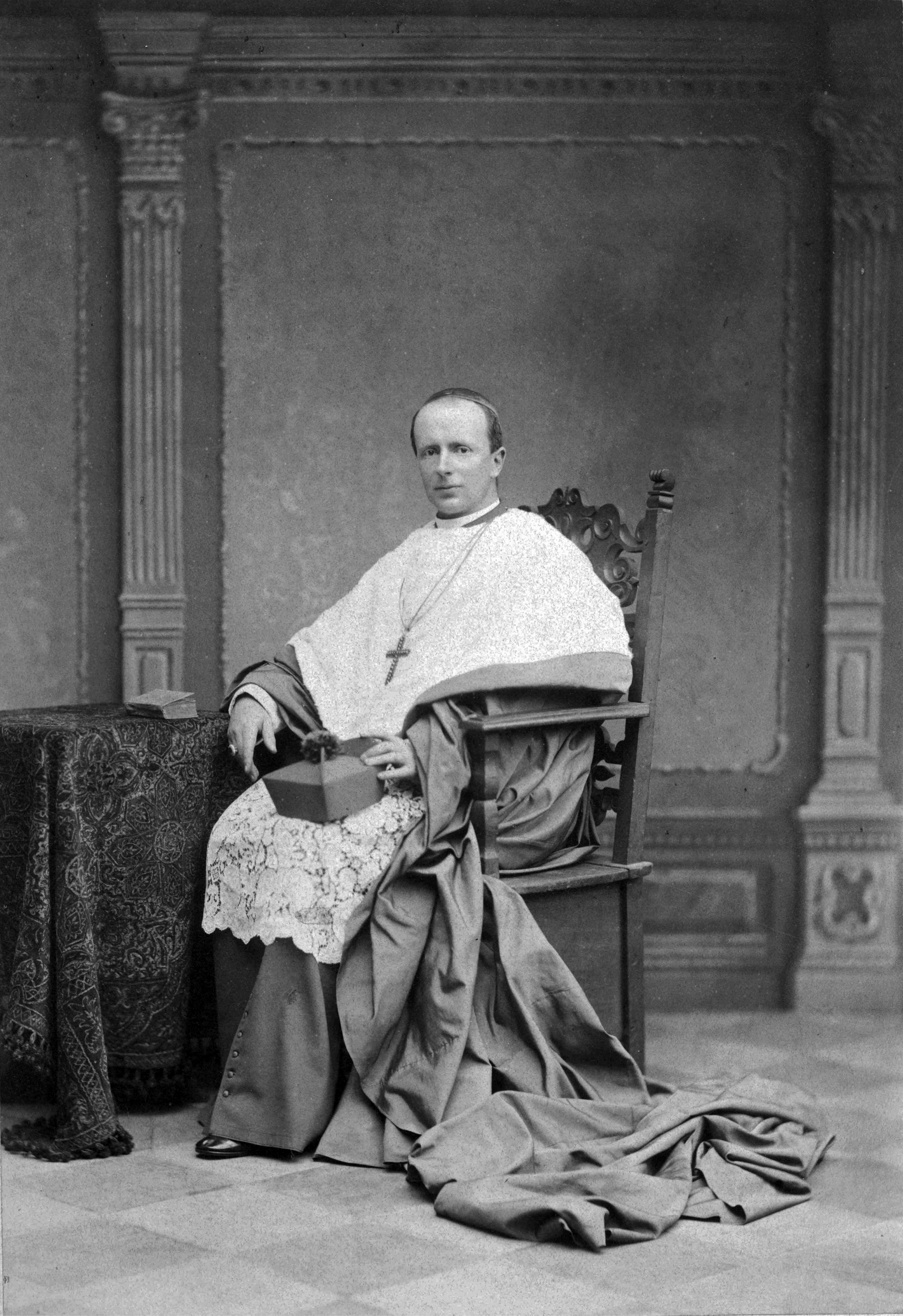
Franziscus Schönborn als Erzbischof von Prag

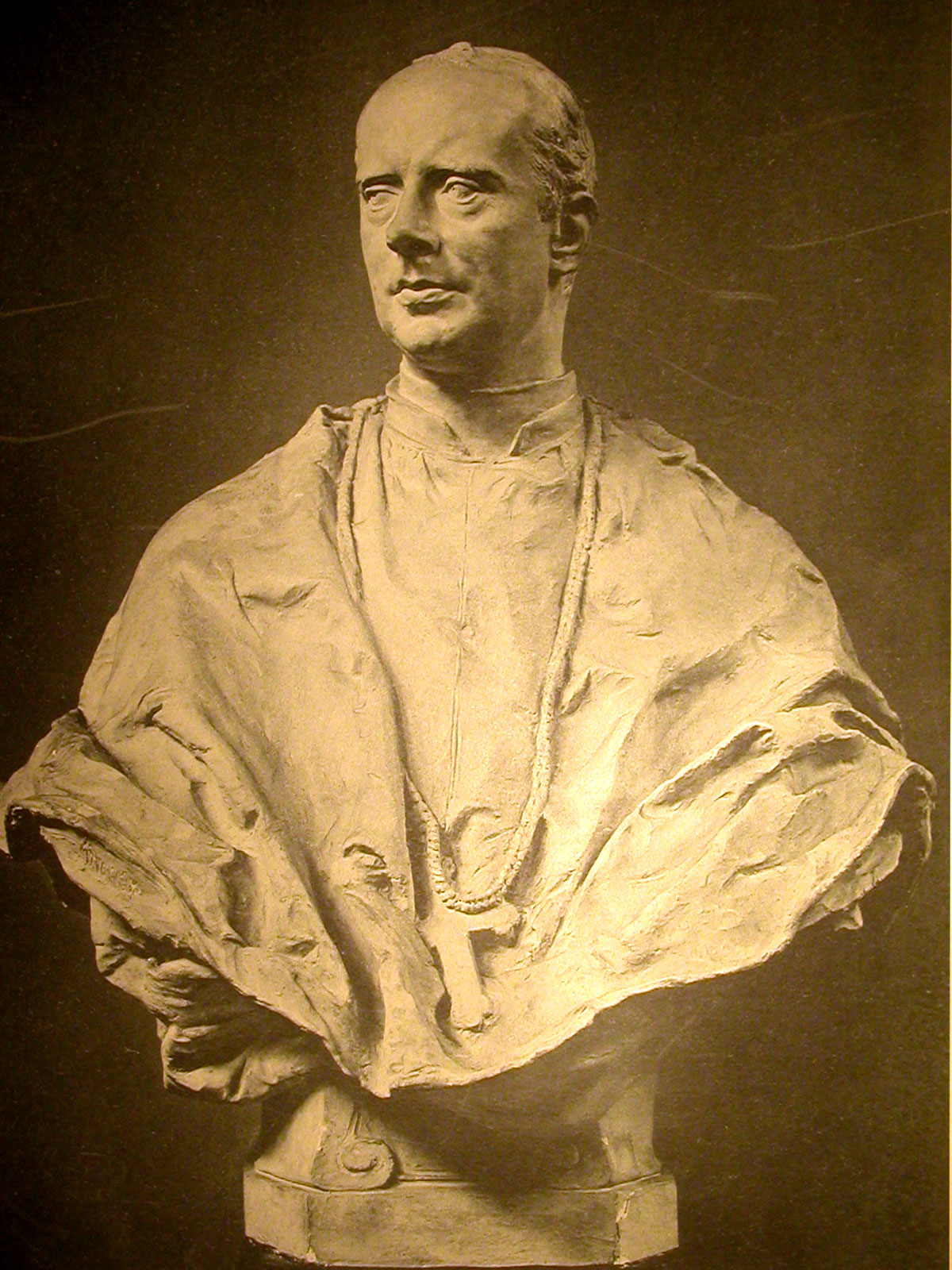
Franziskus von Paula Schönborn (Skulptur von Viktor Tilgner (1900), Foto von Josef Löwy)

Franziskus von Paula Graf von Schönborn (tschechisch: František Schönborn; * 24. Januar 1844 in Prag; † 25. Juni 1899 in Falkenau an der Eger) war Kardinal sowie Bischof von Budweis und Erzbischof von Prag.

## Leben
Schönborn entstammte der böhmischen Linie der Adelsfamilie Schönborn, seine Eltern waren Erwein Damian Hugo von Schönborn (* 17. Mai 1812; † 12. Jänner 1881) und Christina Maria Josefa Gräfin von Brühl (* 28. März 1817; † 23. Oktober 1902).
Er studierte in Prag, Innsbruck und Rom Jura und Theologie und promovierte 1875 an der Gregoriana zum Dr. theol.
Am 25. März 1872 empfing er die niederen Weihen und wurde am 7. August 1873 Subdiakon und am 10. August Diakon. Die Priesterweihe empfing er am 15. August 1873. Ab 1875 wirkte er in Plan bei Marienbad als Kaplan. 1879 wurde er zum Subregens und 1882 zum Regens des Prager Priesterseminars berufen.

## Bischof von Budweis
Nach dem Tod des Budweiser Bischofs Jan Valerián Jirsík ernannte Franz Joseph I., dem das Nominationsrecht in seiner Eigenschaft als Kaiser von Österreich zustand, am 22. August 1883 Franziskus von Paula Schönborn zu dessen Nachfolger.
Der päpstlichen Bestätigung vom 29. September 1883 durch Leo XIII. folgte am 18. November 1883 die Bischofsweihe in der Prager St.-Salvator-Kirche durch Erzbischof Friedrich Joseph Fürst von Schwarzenberg und am 25. November 1883 in Budweis die Inthronisation.

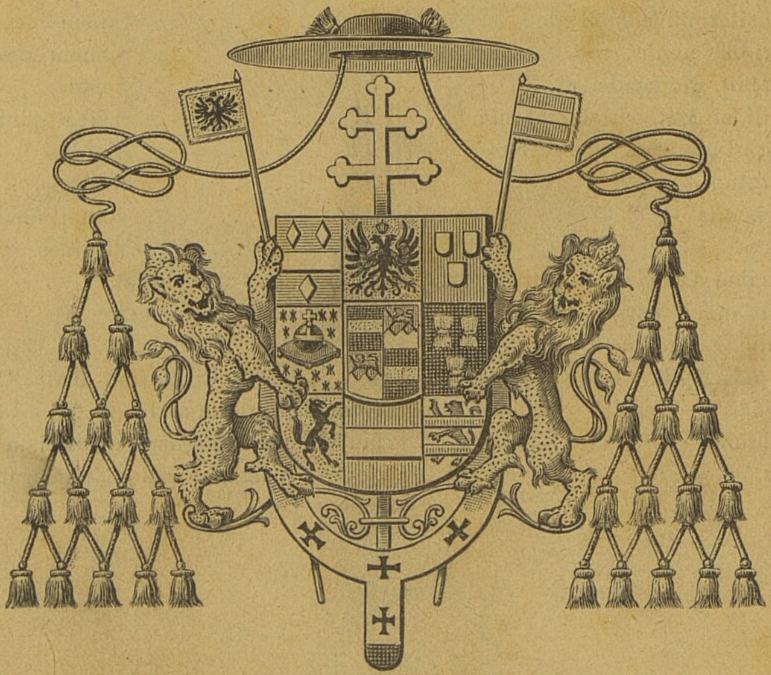
Kardinalswappen

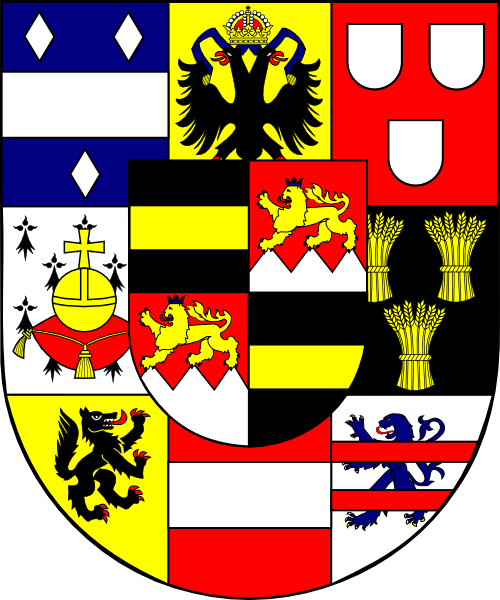
Wappenschild in Farbe

## Erzbischof von Prag
Nach dem Tod des Prager Erzbischofs Friedrich Joseph Fürst von Schwarzenberg wurde am 21. Mai 1885 Franziskus von Paula Schönborn zu dessen Nachfolger ernannt und am 27. Juli 1885 päpstlich bestätigt.
Im Konsistorium vom 24. Mai 1889 wurde Schönborn durch Papst Leo XIII. zum Kardinal kreiert. Als Kardinalpriester erhielt er die Titelkirche Santi Giovanni e Paolo.
Nach seinem Tode am 25. Juni 1899 wurde Schönborn in der Prager Kathedrale beigesetzt.

## Auszeichnungen
- Großkreuz des österreichischen St. Stefans-Orden